# Pikinierzy

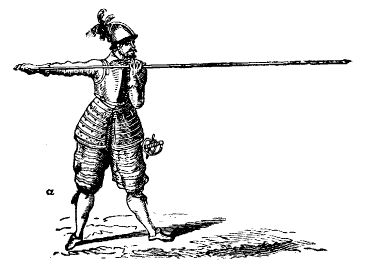
Pikinier, XVI wiek

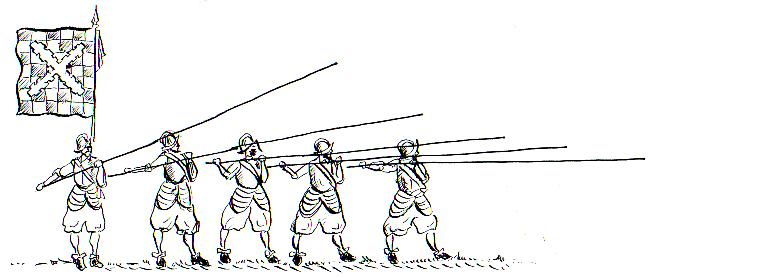
Formacja pikinierów, XVII wiek

Pikinierzy – formacja wojskowa powstała w XIV–XV w. Była pierwszą nowoczesną piechotą tamtej epoki. Ich charakterystyczną bronią była długa pika (początkowo długości 2,5, a później nawet 5,5 metra).
Uzbrojenie ochronne w postaci pancerzy, półpancerzy i hełmów posiadał jedynie pierwszy szereg i zewnętrzne szeregi boczne. Broń pikinierów stanowiły długie piki, kusze i broń palna, co w połączeniu ze schodkowym ustawieniem kolumn (batalii), składających się każda z kilku szeregów pikinierów (przeważnie tak zwane trzy batalie), dawało ich formacjom dużą manewrowość i przynosiło łatwe zwycięstwa nad rycerstwem feudalnym. Natarcie prowadzono, kierując w przeciwnika trzymane na wysokości głowy piki czterech pierwszych szeregów batalii, następne szeregi trzymały piki w pionie i w miarę wbijania się w szeregi wroga opuszczały je w jego kierunku. O szeregi pikinierów rozbijały się szarże konne, a ich szyki w obronie były bardzo trudne do przełamania.
Doskonałą opinię o wysokich walorach bojowych mieli pikinierzy ze Szwajcarii. Ceniły ich wszystkie dwory europejskie, najmując ich na służbę, zaś Niemcy (Frundsberg), Francuzi i Hiszpanie starali się skopiować wzorce szwajcarskie i utworzyć własne narodowe formacje piechoty. Szwajcarzy często byli instruktorami. Tak powstały pikinierskie formacje landsknechtów czy tercios.

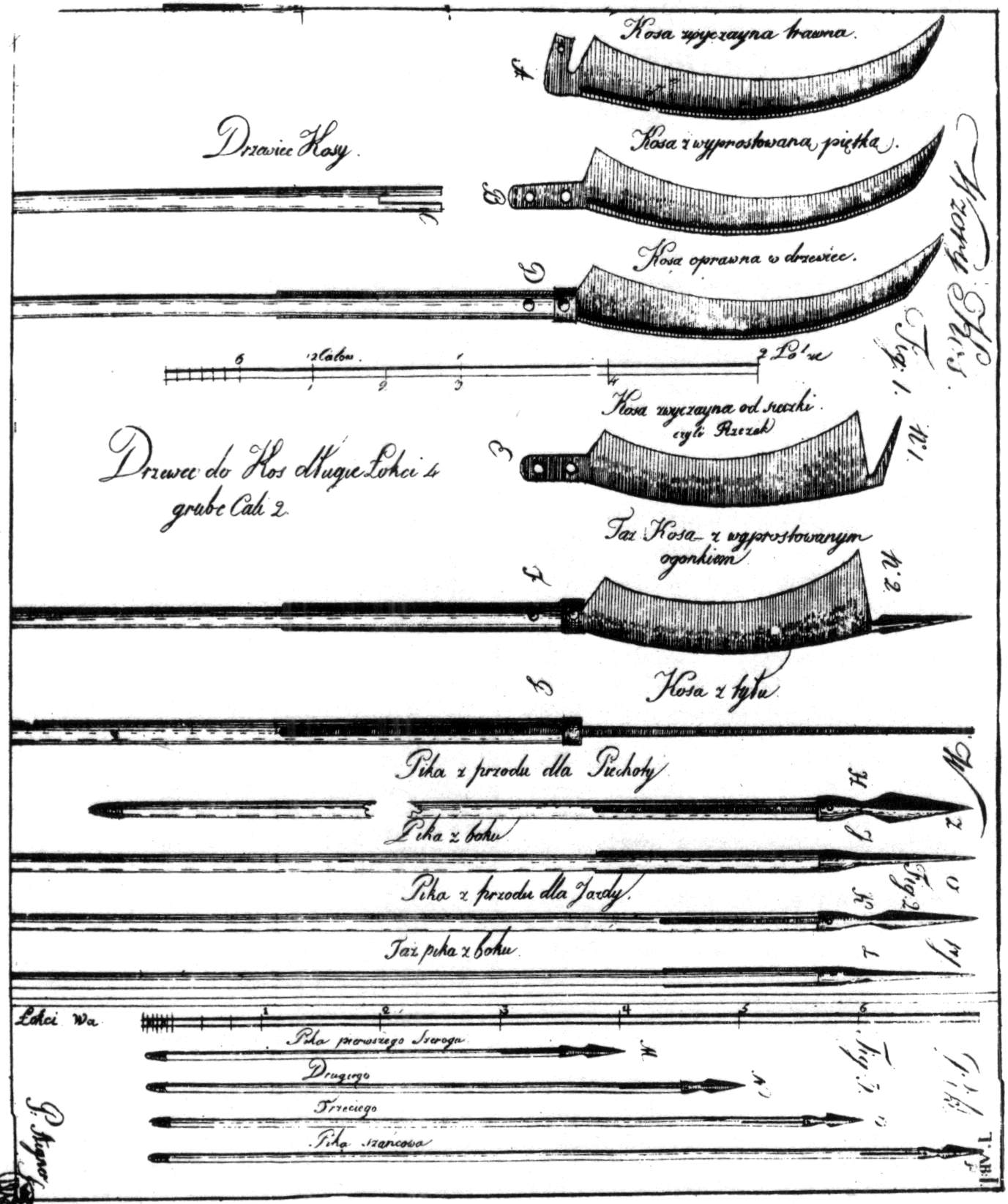
Rysunki Piotra Aignera z Krótka nauka o pikach i kosach, 1794.

Rozwój ręcznej broni palnej w XVI wieku sprawił, że pod koniec tego stulecia pikinierzy i formacje wzorowane na nich stanowiły niespełna 50% stanu liczebnego piechoty.
W batalionach księcia Maurycego Orańskiego pikinierzy używani byli przeważnie jako osłona dla strzelców. Król Szwecji Gustaw Adolf ponownie uczynił z pikinierów formację atakującą. W takiej formie pikinierzy przetrwali do końca XVII wieku.
Pikinierzy do połowy XVII wieku wyposażeni byli w moriony i kirysy z nabiodrkami, nierzadko również z naramiennikami i opachami, później w kolety. Ich uzbrojenie obok piki stanowiła także broń sieczna, przede wszystkim krótkie miecze (pałasze) i szable piechoty (tasaki), rzadziej rapiery, a czasem i pistolet. Zarówno w Europie, jak i w Polsce, pikinierzy zaniknęli na przełomie XVII i XVIII wieku. Spowodowane to było pojawieniem się bagnetu i karabinu skałkowego.
Pikinierzy pojawiali się w późniejszym okresie podczas powstań narodowych, gdy dotkliwie odczuwano braki w broni palnej. Używani byli między innymi w czasie insurekcji kościuszkowskiej, oraz w powstaniu styczniowym. 